# Al-Ashraf Qansuh al-Ghawri
Al-Màlik al-Àixraf Qànsawh al-Ghawrí, más conocido simplemente como Al-Àixraf Qànsawh al-Ghawrí o Qànsawh al-Ghawrí (en árabe: الملك الأشرف قانصوه الغوري‎ الملك الأشرف قانصوه الغوري, al-Malik al-Axraf Qānṣawh al-Ḡawrī) (1439-1516) fue sultan mameluco del Cairo de la dinastía burjita (1501-1516). Era mameluco circasiano del sultán Qàït-bay y se formó en la escuela militar de el-Ghawr de la que adoptó su nisba.

## Biografía
En 1481/82 fue nombrado gobernador del Alto Egipto y dos años después Amir bi-Llah (príncipe de Dios), rango con el que participó en la guerra contra los otomanos del sultán Beyazid II en la frontera con Cilicia, siendo al mismo tiempo naib (gobernador) de Tarso. En 1489 fue nombrado gran camarlengo (hadjib al-hudjdjab) de Alepo y reprimió una revuelta de la población; fue después gobernador de Malatya, comandante de la guardia y finalmente secretario de estado (1501) de el-Adil Sayf al-Din Tuman Bay que se había proclamado sultán en Damasco.
El 18-19 de abril de 1501 estalló una revuelta militar en El Cairo contra Tuman Bay y se formó una junta de emires mamelucos de alto rango que designó a Qansuh como sultán el 20 de abril como medida temporal (pues tenía 60 años y nunca había destacado en la política). Qansuh, para asegurar su poder envió a los mamelucos de Tuman Bay al Alto Egipto; en julio de 1501 tuvo que hacer frente a disturbios de los mamelucos que exigían el pago habitual cuando subía un sultán al trono. Hizo traer los restos del sultán al-Ashraf Djanbulat (1500-1501) que estaban en Alejandría donde había sido ejecutado, y fue enterrado con honores en El Cairo.
Los dos principales amirs que lo habían traído al trono querían influir en el gobierno; uno de estos, Misr Bay, fue arrestado el 28 de julio de 1501, pero huyó para organizar una revolución que fracasó y murió en la lucha el 21 de marzo de 1502; el otro en cambio, Kayt al-Radjabi, se convirtió en el principal consejero de Kansuh. En 1502 estalló una revuelta contra el Jerife de La Meca Barakat II, que duró cinco años, en que lucharon las facciones de La Meca y Yanbu, dirigidas por sus hermanos que lo derrocaron (1503 o 1504).
En 1504 se sublevó el gobernador de Alepo, Sibay; el 23 de diciembre de 1504 Qayt al-Radjabi fue arrestado acusado de complotar con Sibay para ser proclamado sultán de Siria. En 1505 Zayn al-Din Barakat ibn Musa, un árabe, fue nombrado muhtasib de El Cairo (enero de 1505) y encargado de las finanzas del estado; en noviembre del 1505 se envió una flota en ayuda del sultán Mahmud Shah Y Begra Gudjarati de Gujarat contra los portugueses. Durando ese año el país sufrió una epidemia de peste; el mismo 1505 se reconcilió con el rebelde Sibay y lo nombró (13 de marzo de 1506) gobernador de Damasco, gobierno que conservó diez años hasta su muerte (en la batalla final contra los otomanos). Sibay tuvo que luchar contra los beduinos siempre inquietos, y especialmente contra Muhammad ibn al-Hanash el poderoso mukaddam de la Bekaa (junio de 1506).
La revuelta contra el jerife de la Meca fue sofocada y Barakat II fue restablecido en el trono (1506/1507). En 1507 creó una fundición para crear cañones. En mayo de 1507 los safávidas del sha Ismail I invadieron el principado turcomano de Dhu l-Kadr (Dulqadir) donde Ala al-Dawla Bozkurt daba ahora apoyo a los egipcios (inicialmente había sido uno protegido otomano que cambió alianzas); un ejército persa de veinte mil hombres saqueó Marash; Ala al-Dawla tuvo que huir hacia la montaña Durna; la ciudad de Elbistan fue saqueada; los safàvides destruyeron prácticamente todos los monumentos de la dinastía pero finalmente fueron derrotados cerca de Elbistan. Silbay de Damasco envió ayuda cuando ya los persas se habían retirado.
El sobrino de Qansuh, Tuman Bay, fue nombrado secretario del estado el 11 de octubre de 1507. Qansuh tuvo a Zayn al-Din Barakat ibn Musa y a Tuman Bay como principales ministros, pues ninguno de los dos le podía representar un peligro. Varias veces el sultán exigió a los mamelucos jurar fidelidad a su persona sobre el corán del califa Uthman ibn Affan. 
En El Cairo fue proclamado sucesor del sultanato su sobrino Tuman Bay cómo al-Ashraf Tuman Bay más conocido como Tuman Bay II.
En 1515, estalló la guerra final contra el sultán otomano Selim I que llevó a la incorporación de Egipto y sus dependencias al Imperio Otomano. Qansuh fue acusado por Selim para dar paso a los enviado persas safavidas del sha Ismail a Siria en su camino a Venecia para formar una confederación contra los turcos y también albergará varios refugiados. En la Batalla de Marj Dabiq el 24 de agosto de 1516, Qansuh fue asesinado en una pelea en la que la caballería mameluca no fue capaz de hacer frente a la artillería turca y a los jenízaros. Siria luego pasó a manos otomanas, esto fue celebrado por los locales, que veían a los otomanos como libertadores de la regla de los mamelucos.
Poco después los turcos otomanos dirigidos por Selim I derrotaron nuevamente a los mamelucos del nuevo sultán Tuman Bay II en la Batalla de Ridaniya y capturaron El Cairo el 20 de enero de 1517. El centro de poder en la región se trasladó a Constantinopla . Sin embargo, los otomanos mantuvieron a los mamelucos como la élite egipcia, y la familia de los burji logra mantener gran parte de su influencia, pero siempre como vasallos de los otomanos.